# Биг Еър
Биг Еър (на английски: Big Air) е спортна дисциплина, в която състезателят се спуска по голям наклон (със сноуборд, ски, мотор или скейтборд) и изпълнява различни трикове във въздуха след като премине през голям скок. Целта е да се направи възможно най-сложен и зрелищен скок, като в същото време се подсигури и правилно приземяване. Височината на полета варира от 5 до 30 метра. От 1994 година FIS провежда официални състезания в тази дисциплина, като първото от тях се провежда в Инсбрук.
Дисциплината ще бъде включена в програмата на зимните олимпийски игри от олимпиадата в Пхьончхан през 2018 година. Световни първенства по Биг Еър се провеждат от 2003 година.
В България дисциплината също е позната, като през 2007 година в центъра на София се провежда състезание по Биг Еър от Световната купа.